# Кекавский край
Ке́кавский край (латыш. Ķekavas novads) — административно-территориальная единица в центральной части Латвии, в области Видземе. Край состоит из 3 волостей и городов — Кекава (административный центр края), Баложи, Балдоне и Кекава, который является центром края. Граничит с Олайнским, Саласпилсским, Огрским, Бауским краями и городом Рига.

## История
Край был образован 1 июля 2009 года из части расформированного Рижского района. Первоначально состоял из двух волостей и города Баложи. Центром края являлось село Кекава. Площадь края составляла 270,2 км².
В ходе административно-территориальной реформы Латвии 2021 года к краю были присоединены город Балдоне и Балдонская волость из упразднённого Балдонского края, а село Кекава выделено в отдельную административно-территориальную единицу в составе края. С 1 июля 2022 года Кекава получила статус города. Площадь укрупнённого края составила 454,5 км².

## Население
На 1 января 2010 года население края составляло 21 673 человека.
Национальный состав населения края по итогам переписи населения Латвии 2011 года:
| Национальность | Численность, чел. (2011) | %        |
| -------------- | ------------------------ | -------- |
| Латыши         | 16 447                   | 75,06 %  |
| Русские        | 3850                     | 17,57 %  |
| Белорусы       | 500                      | 2,28 %   |
| Украинцы       | 350                      | 1,60 %   |
| Поляки         | 241                      | 1,10 %   |
| Литовцы        | 248                      | 1,13 %   |
| Другие         | 277                      | 1,26 %   |
| всего          | 21 913                   | 100,00 % |

## Территориальное деление
- город Балдоне (латыш. Baldones pilsēta)
- Балдонская волость (латыш. Baldones pagasts)
- город Баложи (латыш. Baložu pilsēta)
- Даугмальская волость (латыш. Daugmales pagasts)
- город Кекава (латыш. Ķekavas pilsēta)
- Кекавская волость (латыш. Ķekavas pagasts)